# Ombré Hair

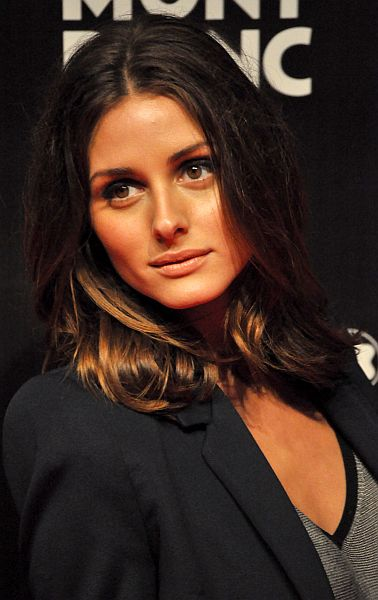
Model und TV-Darstellerin Olivia Palermo mit hell gefärbten Haarspitzen

Ombré Hair, auch Ombre Hair, Ombréhair oder Ombre Hairstyle, ist eine Haarmode, bei der die Spitzen des Haares hell und der Rest des Haares dunkel gefärbt werden.
Verbreitet ist die Kombination von honigblonden bis caramellfarbenen Tönen mit dunkelblonden bis brünetten Tönen. Meist wird Ombré Hair zu langen bis mittellangen Frisuren getragen, insbesondere zu Half-up-hair (halb offen, halb hochgesteckt), Sleek Chignon (Chignon unter Verwendung von Haargel) oder Hochsteckfrisuren mit herausgelösten Strähnen.
Durch diese Haarmode sollen die typischen Verfärbungen imitiert werden, die das Haar von Surfern durch die bleichende Wirkung des Meerwassers und der Sonne erlangt. Angestrebt wird also eine natürlich sportliche Erscheinung.
Prominente, die Ombré Hair getragen haben, sind unter anderem Jessica Biel, Salma Hayek, Kate Beckinsale oder Lena Meyer-Landrut.